# Victor Sackville
Victor Sackville is een Belgische stripreeks over een geheim agent in Britse dienst ten tijde van de Eerste Wereldoorlog. Het tekenwerk is van Francis Carin en de scenario's zijn van François Rivière en Gabrielle Borile. 
In mei 1992 kreeg de strip zijn eigen stripmuur in Brussel aan de Rue du Marché au Charbon/Kolenmarkt 60.

## Publicatiegeschiedenis
In 1983 startte Carin de reeks Victor Sackville op. Deze werd eerst gepubliceerd in het blad  Pourquoi Pas? in 1985 en later in Kuifje. Vanaf februari 1988 verscheen het derde verhaal in Le nouveau Tintin. Daarna verschenen de verhalen tot en met het achtste verhaal Verdrag in Luzern in Hello Bédé, respectievelijk startende in september 1989 (Het komplot van de Ardennen), september 1990 (Moord op de Theems), augustus 1991 (De gijzelaar van Barcelona), mei 1992 (De Praagse nacht) en januari 1993 (Verdrag in Luzern).
Vanaf 1986 gaf Le Lombard de reeks uit in albumvorm. Deel 20, getiteld De Romeinse code, werd uitgegeven door Stripwinkel Alex, omdat Le Lombard de reeks niet meer naar het Nederlands wilde vertalen. Deel 21 tot en met 23 werd door Uitgeverij Medusa in het Nederlands uitgebracht.
In 2012 gaf Le Lombard het deels gekleurde album Les archives Sackville uit, dat niet naar het Nederlands werd vertaald.

## Albums
| Nummer | Titel                                  | Tekenaar      | Scenarist                           | Originele titel                           | Jaar |
| ------ | -------------------------------------- | ------------- | ----------------------------------- | ----------------------------------------- | ---- |
| 1      | De Zimmermann-code 1: Dood in de opera | Francis Carin | François Rivière & Gabrielle Borile | Le Code Zimmermann 1 : L'opéra de la mort | 1986 |
| 2      | De Zimmerman-code 2: De prediker       | Francis Carin | François Rivière & Gabrielle Borile | Le Code Zimmermann 2 : Le prédicateur fou | 1986 |
| 3      | De spiegel van de sfinx                | Francis Carin | François Rivière & Gabrielle Borile | Le Miroir du Sphinx                       | 1988 |
| 4      | Het komplot van de Ardennen            | Francis Carin | François Rivière & Gabrielle Borile | Le loup des Ardennes                      | 1989 |
| 5      | Moord op de Theems                     | Francis Carin | François Rivière & Gabrielle Borile | Mort sur la Tamise                        | 1991 |
| 6      | De gijzelaar van Barcelona             | Francis Carin | François Rivière & Gabrielle Borile | L'Otage de Barcelone                      | 1991 |
| 7      | Pavel Strana 1: De Praagse nacht       | Francis Carin | François Rivière & Gabrielle Borile | Pavel Strana 1 : La nuit de Prague        | 1992 |
| 8      | Pavel Strana 2: Verdrag in Luzern      | Francis Carin | François Rivière & Gabrielle Borile | Pavel Strana 2 : Pacte à Lucerne          | 1993 |
| 9      | De bedrieger                           | Francis Carin | François Rivière & Gabrielle Borile | L'Imposteur                               | 1994 |
| 10     | De zwarte ooievaar                     | Francis Carin | François Rivière & Gabrielle Borile | La Cigogne noire                          | 1995 |
| 11     | Valstrik in Baden-Baden                | Francis Carin | François Rivière & Gabrielle Borile | Piège à Baden-Baden                       | 1996 |
| 12     | Operatie Z26-B                         | Francis Carin | Gabrielle Borile                    | Opération Z26-B                           | 1997 |
| 13     | Mijnheer Tadjeff                       | Francis Carin | Gabrielle Borile                    | Monsieur Tadjeff                          | 1998 |
| 14     | Bettina's concerto                     | Francis Carin | Gabrielle Borile                    | Le Concerto de Bettina                    | 1999 |
| 15     | De magiër van Brooklyn                 | Francis Carin | Gabrielle Borile                    | Le Magicien de Brooklyn                   | 2000 |
| 16     | Duel in Sirmione                       | Francis Carin | Gabrielle Borile                    | Duel à Sirmione                           | 2001 |
| 17     | Het Anderson schaakbord                | Francis Carin | Gabrielle Borile                    | L'Échiquier Anderson                      | 2002 |
| 18     | Onze man in Berlijn                    | Francis Carin | Gabrielle Borile                    | L'Homme de Berlin                         | 2003 |
| 19     | De non uit Quebec                      | Francis Carin | François Rivière                    | La Nonne de Québec                        | 2005 |
| 20     | De Romeinse code                       | Francis Carin | Gabrielle Borile                    | Le Chiffre romain                         | 2007 |
| 21     | Verdwijning op de blauwe trein         | Francis Carin | François Rivière                    | Le Disparu du Train bleu                  | 2008 |
| 22     | Noordgrens                             | Francis Carin | Gabrielle Borile                    | Frontière Nord                            | 2009 |
| 23     | De derwisj van Hollywood               | Francis Carin | François Rivière                    | Le Derviche d'Hollywood                   | 2010 |

In de Franse taal werd de serie in de periode 2008-2011 in acht integralen uitgebracht door Le Lombard.